# АЕС Лавріо
Атомна електростанція Лавріо мала бути побудована поблизу грецького міста Лавріо і була першим проєктом атомної електростанції в Греції. Попри те, що контракт було укладено наприкінці 1960-х років, у 1980-х роках проєкт усе більше й далі виходив із плану, поки його більше не було продовжено. Лавріо був єдиним проєктом атомної електростанції, який обговорювався в Греції.

## Історія
Починаючи з 1966 року грецька державна електроенергетична компанія планувала побудувати атомну електростанцію. Кілька країн заздалегідь зацікавилися проєктом, включаючи Сполучені Штати Америки, Радянський Союз, Німеччину та Францію, тоді як Велика Британія вже запропонувала 300 МВт AGR за 35 мільйонів фунтів стерлінгів у листопаді 1966 року, посилаючись на умови кредиту. Планувалося ввести систему в експлуатацію до 1972 року. Зокрема, у 1967 році разом зі Сполученими Штатами Америки було розпочато дослідження ядерного опріснення морської води, у якому щодня мали опріснювати від 95 000 до 190 000 кубічних метрів морської води для питного водопостачання столиці Афін, а також АЕС потужністю 300 МВт. Припускаючи легководний реактор потужністю 300 МВт з відповідною турбоустановкою, вартість якого була розрахована в 68 мільйонів доларів, опріснювальний завод об’ємом 190 000 кубометрів мав би коштувати близько 36 мільйонів доларів, що означає, що витрати на генерацію склали 4,4 доларових цента за кіловат на годину за 3,79  кубічних метрів води по 33 центи США. Це означає, що атомна електростанція була б економічно ефективнішою, ніж електростанція, що працює на паливі, такого ж розміру. Подібне дослідження було також проведено з UKAEC на основі SGHWR потужністю 200 МВт, який міг би опріснити майже 380 000 кубічних метрів питної води з такою потужністю.
На початку 1968 року державна електроенергетична компанія Греції звернулася за допомогою до швейцарської інженерної фірми Bonnard & Gardel SA та Elektrowatt AG, які мали спільно дослідити впровадження першої атомної електростанції в Греції та визначити вихідну потужність на основі очікуваної потреби в енергії. Крім того, слід було вибрати місце розташування та оцінити різні типи реакторів для АЕС. Влітку 1968 року грецький уряд дав загальне зобов'язання щодо будівництва атомної електростанції в Греції, так що перші пропозиції щодо будівництва станції повинні були бути отримані до березня 1969 року з метою експлуатації станції з 1974 року. Згідно з рішенням уряду від 18 червня 1968 року Грецька атомна енергетична організація Грецька комісія з атомної енергії була реорганізована та отримала повноваження працювати в усіх сферах ядерної енергетики, включаючи навчання та освіту персоналу, а також як орган дозволу на виробництво, зберігання та утилізацію радіоактивних речовин. Крім того, орган влади отримав право імпортувати, будувати та експлуатувати всі типи реакторів з-за кордону, створюючи таким чином нормативну базу для атомної електростанції. 1 травня 1969 державне управління електроенергетики нарешті вирішило побудувати SGHWR від UKAEC потужністю 450 МВт як першу атомну електростанцію в Лавріо. Велика Британія надала кредит на будівництво станції та прийняла закупівлю 40 тис. тонн тютюну з Греції як виплату допомоги для будівництва під ключ.
Однак проблема з угодою полягала в тому, що тютюновий бартерний бізнес не зацікавив тютюнову промисловість Сполученого Королівства переробкою грецького тютюну до кінця 1969 року, тому проєкт будівництва SGHWR не досяг прогресу. Однак після завершення будівництва теплоелектростанції під Афінами Радянський Союз також зробив пропозицію побудувати АЕС у разі сумнівів. Пріоритетність проєкту будівництва атомної електростанції Лавріо була знижена до 1971 року, а будівництво станції розглядалося лише після 1980 року, що означає, що SGHWR спочатку не обговорювався.

### Зміни плану
Починаючи з 1972 року, були розроблені плани будівництва 1800 МВт потужності АЕС до 1985 року, про що вперше було оголошено в New York Times 21 січня 1972 року. Для цього передбачалося побудувати три атомні реактори по 600 МВт кожен. Державний енергопостачальник Греції зберіг Лавріо як місце розташування принаймні одного з реакторів потужністю 600 МВт. Для цих реакторів були встановлені тісні контакти зі Сполученими Штатами Америки для будівництва легководних реакторів. У листопаді 1976 року уряд вирішив скоротити плани та побудувати лише один реактор потужністю 600 МВт до кінця 1985 року. У 1978 році кількох інженерів-архітекторів попросили розпочати попереднє планування об’єкта, а 30 компаній з різних країн запропонували свої послуги. У 1979 році Ebasco було введено в експлуатацію за попереднім плануванням, але введення в експлуатацію проєкту було відкладено до 1988 року. У рамках цього проєкт переглядався до 1981 року, і з того часу планувалося будівництво реактора потужністю 900 МВт, хоча й на новому місці. Однак до 1983 року проєкт було відкладено, і було пояснено, що вони більше не мають жодних конкретних планів щодо будівництва атомної електростанції в найближчому майбутньому і тепер лише хочуть виконати попереднє планування для станції на пізнішу дату. Як наслідок, з 1984 по 1994 рік подальше будівництво атомної електростанції не планувалося, тобто проєкт більше не продовжувався.

## Деталі розташування
Розташування атомної електростанції мало бути поруч з електростанцією Attica в Лавріо, яка мала кілька блоків, що працюють на викопному паливі. З 1971 року на електростанції Аттіка містився нафтовий блок потужністю 150 МВт, який мав бути доповнений блоками потужністю 300 МВт і 450 МВт у 1973 і 1975 роках. Через коротку відстань у 48 кілометрів до столиці Афін це місце було призначено для використання заводу з опріснення морської води.